# Wightia
Wightia es un género con nueve especies de plantas de flores perteneciente a la familia Scrophulariaceae. 

## Especies seleccionadas
- Wightia alpinii
- Wightia borneensis'
- Wightia elliptica
- Wightia formosa
- Wightia gigantea
- Wightia lacei
- Wightia madagascariensis
- Wightia ottolanderi
- Wightia speciosissima

- Datos: Q5222145
- Especies: Wightia